# Teatro Filarmónica

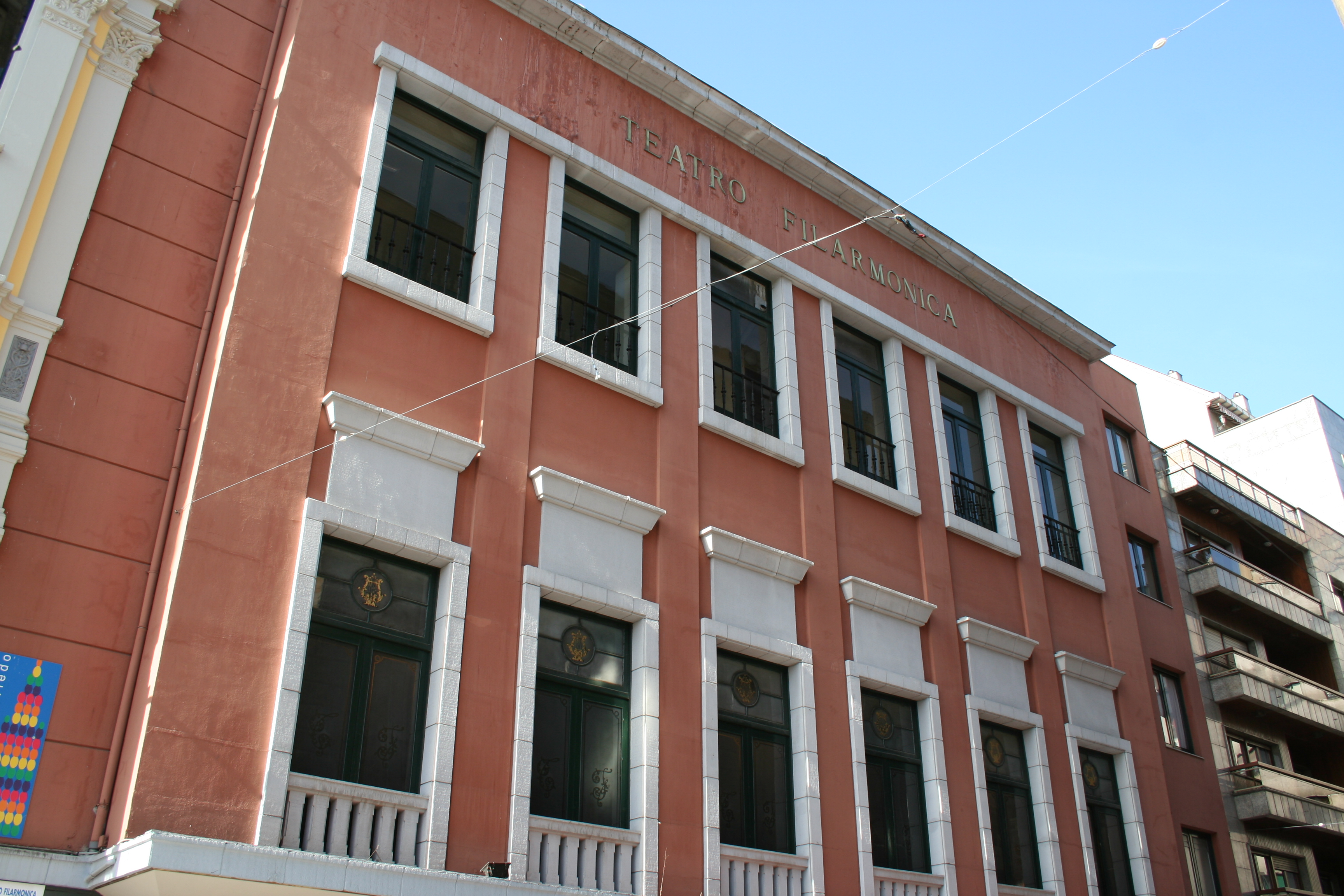
La façana del Teatro Filarmónica

El Teatro Filarmónica és un teatre situat al carrer de Mendizábal, d'Oviedo (Astúries). Edificat en un solar de 871,23 m2; va ser inaugurat el 17 de maig de 1944. Remodelat el 2004 i reinaugurat l'any següent. És la seu de la Sociedad Filarmónica de Oviedo, fundada el 2 de març de 1907, amb la finalitat de difondre la música de manera altruista. L'aforament és de 1.283 localitats.